# Rigole d'Hilvern
La rigole d'Hilvern est un canal de dérivation en Bretagne, dans les deux départements des Côtes-d'Armor et du Morbihan.

## Géographie
Longue de 61,6 kilomètres, la rigole d'Hilvern court depuis une prise d'eau sur l'Oust à moins d'un demi-kilomètre en aval du barrage de Bosméléac (Côtes-d'Armor), jusqu'à l'est d'un bief de partage du canal de Nantes à Brest, celui marqué par la tranchée d'Hilvern (Morbihan).
Ce cours d'eau artificiel longe la vallée de l'Oust sur son versant ouest. Son parcours est particulièrement tortueux, tracé pour suivre le relief : ses deux extrémités sont distantes de seulement 21 km à vol d'oiseau. Elle suit les courbes de niveau avec une pente régulière et imperceptible si ce n'est le courant très faible qui l'anime : partant de la cote 149 jusqu'à la cote 129 à 61,6 km de distance, elle perd seulement 0,325 mm d'altitude par mètre linéaire.

## Construction
Le canal se présente comme une tranchée creusée. Les terres excavées ont servi à la création de talus et chemins de service, plantés d'arbres, le long de la rigole.
Sa pente moyenne est de l'ordre de 0,325 mm par mètre. Le lit du canal est imperméabilisé par un revêtement en argile, complété de pavages de pierres sèches assemblées au mortier et à la chaux dans les méandres.

## Franchissements
La rigole d'Hilvern croise, sur des pont-canaux, les ruisseaux de Kersaudy (Merléac) et du Clio (Croixanvec). Elle passe sous un double pont la voie express RN164 au sud de Saint-Caradec en tranchée dans une colline puis au-dessus de la voie express D768 au nord de Saint-Gonnery sur un pont-canal.

## Histoire
La construction de la rigole d'Hilvern est décidée en 1824 par l'ingénieur en chef Lenglier, qui fait construire le barrage et le lac artificiel de Bosméléac, près des sources de l'Oust. La rigole est construite entre 1828 et 1838 pour acheminer de l'eau stockée dans l'étang de Bosméléac, lequel fut surélevé par la construction d'un barrage, jusqu'au canal de Nantes à Brest au second de ses trois biefs de partage afin d'en conserver un niveau constant. Le chantier employa 600 personnes durant les 4 années de travaux.
Inaugurée en 1836, il fallut interrompre l'alimentation en eau en raison d'un manque d'étanchéité (des champs avoisinants son tracé étaient inondés), problème auquel il fallut remédier ; la rigole d'Hilvern fut mise en service en 1838.
Fréquentée par les pêcheurs, la rigole d'Hilvern était aussi un lieu de braconnage important.
Dès 1923, la rigole d'Hilvern devint inutile en raison de l'interruption du trafic sur le canal de Nantes à Brest en raison de la construction du barrage de Guerlédan. Faute d'entretien, la rigole devenue inutile s'envasa et fut envahie par la végétation. 
De débit trop faible et d'entretien difficile, la rigole est asséchée après la mise en service d'une station de pompage sur le Blavet en 1991. Son chemin de service utilisé pour l'entretien a été converti en une voie verte sur l'intégralité de son parcours. Près de 10 000 arbres ont été plantés le long de ses berges.